# KTNニュース6:30
『KTNニュース6:30』は、1981年4月6日から1984年9月28日までテレビ長崎が平日夕方に放送していた長崎県向けのローカルワイドニュース番組である。
1981年10月からは、在日中国人向けの中国語による副音声同時翻訳を週に1回程度のペースで行っていた。このサービスは後継番組群でも行われ、2010年3月まで続けられた。

## 放送時間
- 月曜日 - 金曜日 18:30 - 18:5 （1981年4月6日 - 1984年9月28日、JST）